# Fiskevollen
61°57′47″N 11°32′21″Ø / 61.96306°N 11.53917°Ø
Fiskevollen er et fiskerleje ved Sølensjøen i Rendalen   kommune i Innlandet fylke i Norge. Fiskevollen regnes for at være det ældste indlandsfiskerleje i Norge. Her arbejder stadig en del fiskere, men turisme er også et vigtigt erhverv. Tidligere var fiskeri efter fjeldørred om efteråret det vigtigste, men nu er det sik det der fiskes mest af.
Det er Norges største indlandsfiskerleje med omkring 37 fiskerhuse og skure og flere andre bevaringsværdige hus i klynge. Fiskeriet i Sølensjøen har traditionelt været drevet af gårdbrugere fra bebyggelsen Bergset i Øvre Rendal. (De andre bebyggelser i Øvre Rendal har har tilsvarende traditionelt fiskeri i andre søer i regionen: Elvålsgrenda har Elvålsvollen ved Isteren, og Undsetgrenda har Buvika ved Femunden.) Fiskevollen ligger ca. 40 km øst for Bergset, og når man vurderer omkostningerne ved rejsen, transporten og ved at anlægge fiskelejet, forstår man at fiskeriet var af stor betydning for gårdene, både som naturalhusholdning, og gennem at rendølene i århundreder har solgt rakfisk på bygderne længere mod syd  i Hedmark. 
Man kan komme til stedet af en 30 km lang grusvej  gennem skoven fra Bergset.

## Eksterne kilder og henvisninger
- Nettstaden fiskvollen.no Arkiveret 2. juni 2013 hos  Wayback Machine